# Nieuwendammerham

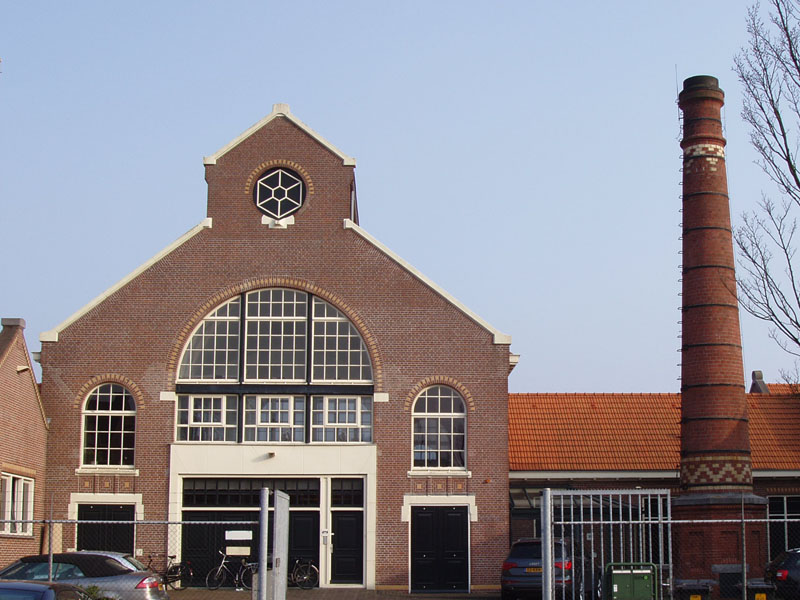
Gebouwen van de voormalige Noordergasfabriek met monumentale fabrieksschoorsteen aan de Gedempte Hamerkade, nu bedrijfsverzamelgebouw.

De Nieuwendammerham in Amsterdam-Noord is een polder die omgeven is door het IJ, de Volewijck, de Nieuwendammerdijk en het zijkanaal naar Nieuwendam. In deze polder liggen een parkbos (het Vliegenbos), enkele woonbuurten (IJplein, Vogelbuurt en het monumentale tuindorp Vogeldorp) en een industriegebied.

## Inpoldering
De Nieuwendammerham is ingepolderd bij de aanleg van het Noordzeekanaal. Het toen nog veel bredere IJ werd gedeeltelijk ingepolderd en gedeeltelijk verdiept tot het huidige kanaal. Het kanaal is doorgetrokken door de duinen naar de Noordzee. Het nieuw gewonnen land werd verkocht om het werk te bekostigen. Het project startte in 1865 en het Noordzeekanaal werd in 1876 geopend. De polders Nieuwendammerham en Buiksloterham werden bij het grondgebied van Amsterdam gevoegd. Aanvankelijk wilde het stadsbestuur het alleen bestemmen tot watergebonden industrieterrein, zodat er geen brug over het drukke IJ nodig zou zijn.
Het grote gebrek aan ruimte in Amsterdam echter leidde tot veel pleidooien om de Nieuwendammerham (en ook de Buiksloterham) beter te gaan benutten, zoals van de invloedrijke architect Dolf van Gendt, de aannemer Jan Galman en vele anderen.

## Historische planningsfout
Na veel discussie waagde Amsterdam de sprong over het IJ en kwam in 1906 met een uitbreidingsplan voor industrie, woningen en een brug over het IJ. Het drukke scheepvaartverkeer zou omgelegd worden via een nieuw breed kanaal ten noorden van de stadsuitbreiding. In 1908 startte de aanleg van het Hoofdkanaal (want zo zou het gaan heten), maar halverwege moest gestopt worden omdat eerst de Willemsluis in het Noordhollandsch Kanaal verplaatst moest worden.
Ondertussen was ook begonnen aan het bouwrijp maken van de grond en de aanleg van de Meeuwenlaan. Vanaf 1910 werd grond in erfpacht uitgegeven voor woningbouw (Vogelbuurt), voor het Vliegenbos en voor de vestiging van industrie. Toen bleek dat het landsbestuur de Willemsluis niet zou verplaatsen, werd duidelijk dat ook het Hoofdkanaal voor de omlegging van de scheepvaart niet afgemaakt kon worden en dus ook de brug over het IJ niet aangelegd kon worden.
Als alternatief kwam er toen een extra pontverbinding (Valkenwegpont). In het begin was dit voldoende, maar doordat er steeds meer woningen en industrie kwamen, ontstonden na 1920 grote files van wachtenden voor de pont. Het werd de 'pontellende' genoemd. De nieuwe stadsuitbreiding (het begin van Amsterdam-Noord) lag hierdoor erg geïsoleerd.
Pas meer dan 50 jaar later werd de IJtunnel in 1968 voor autoverkeer geopend en verminderde het isolement. De pont is er in gewijzigde vorm nog steeds en heet nu IJpleinveer. Het niet-afgemaakte Hoofdkanaal kreeg de naam Johan van Hasseltkanaal Oost. Op het niet gegraven deel van het kanaal ligt nu de Johan van Hasseltweg met een brug over het Noordhollandsch Kanaal.
In de jaren 90 is het Johan van Hasseltkanaal Oost grotendeels gedempt voor de uitbreiding en betere ontsluiting van het bedrijventerrein. Daarmee werd de bestaande Johan van Hasseltweg verlengd.
Sinds maart 2014 is er een nieuwe pontverbinding bij gekomen, het Oostveer. Dit verbindt het oostelijke einde van de Johan van Hasseltweg met het Azartplein in het Oostelijk Havengebied, waarmee een kortere verbinding is gekomen tussen Amsterdam-Noord en -Oost.

## Industriegebied
In het industriegebied aan de zuidoostkant van de Nieuwendammerham (aan het IJ) vestigde zich al in 1878 de scheepsreparatiewerf Amsterdamsche Droogdok Maatschappij (ADM). In 1888 kwam hier ook het beginstation van de Waterlandse tram tussen Amsterdam-Noord en Edam, later uitgebreid naar Volendam en Purmerend. Begin twintigste eeuw vestigden zich hier verscheidene voor die tijd innovatieve bedrijven. Er zijn er nog twee over uit de begintijd; de chemische fabriek Albemarle (in 1901 gevestigd onder de naam Ketjen) en fabriek van elektriciteitskabels Draka (sinds 1910).
Het industriegebied is doorsneden met kanalen omdat bij de aanleg het meeste goederenvervoer nog over het water ging. Rond 1983 zijn enige kanalen gedempt om ontsluitingsweg en parkeerplaats te worden. Een markant overblijfsel uit de tijd van voor de demping is de scheepstakel van keerkoppelingenfabriek Brevo (Gedempte Hamerkade). Hier werden binnenvaartschepen aan de achterkant opgetild om er aan te kunnen werken. Nu dient de installatie vooral als uithangbord voor een garagebedrijf.

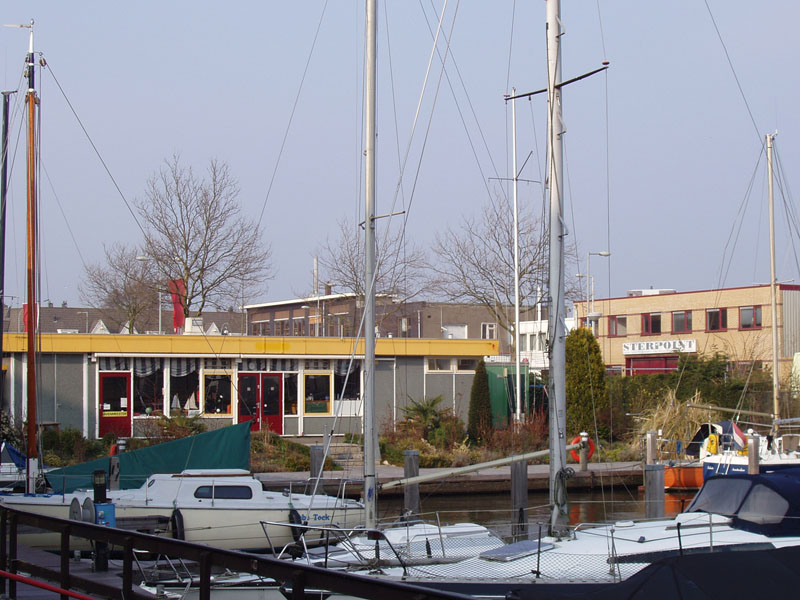
Jachthaven Aeolus in het Motorkanaal.
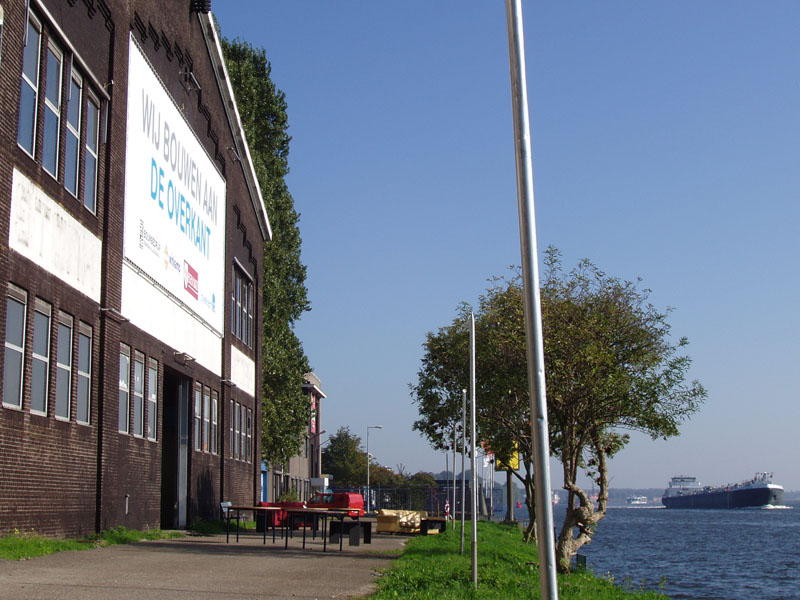
Fabriekshal van Kromhout aan het IJ, waar van 1911 tot 1969 motoren voor schepen, vrachtwagens en bussen gemaakt werden, nu evenementenhal en restaurant.
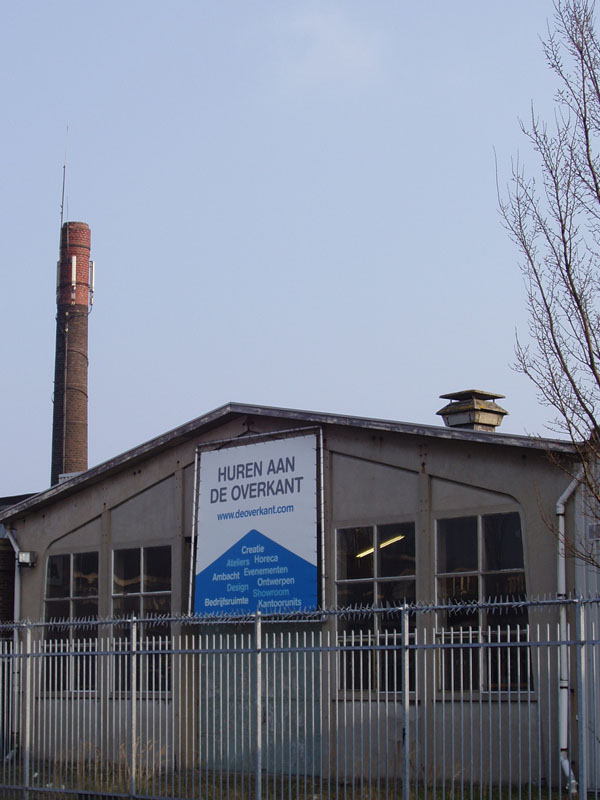
Fabriekscomplex met daarachter fabrieksschoorsteen aan de Gedempte Hamerkade van voormalige IJzergieterij De Etna later overgenomen door Stork.
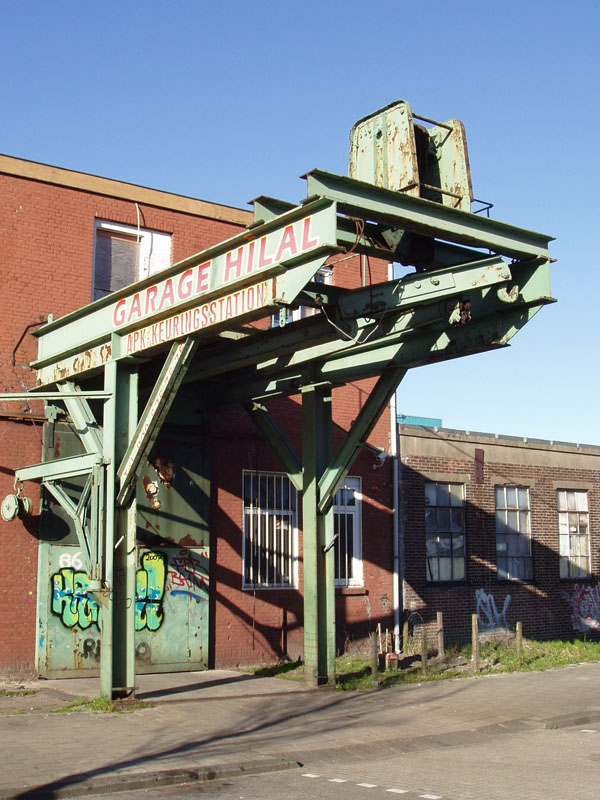
Scheepstakel van keerkoppelingenfabriek Brevo aan de Gedempte Hamerkade, nu garagebedrijf.
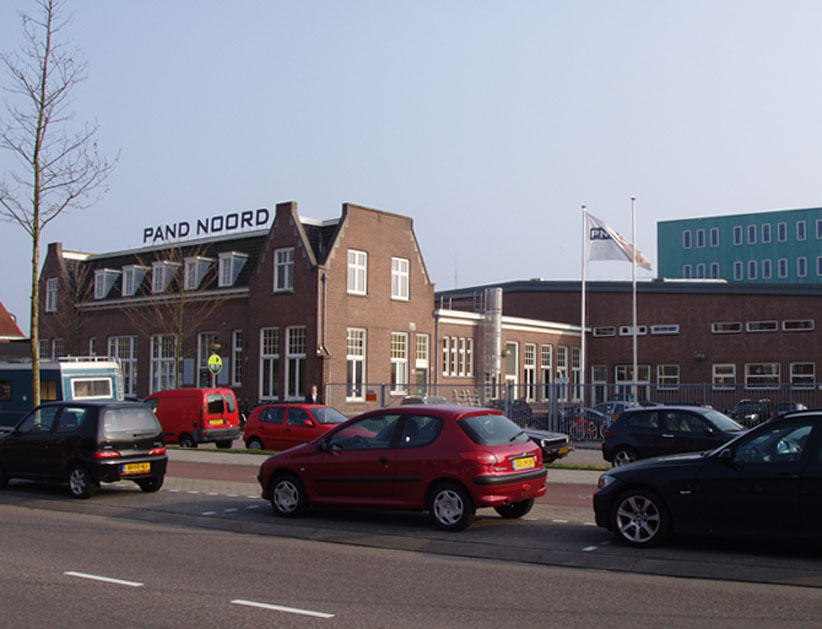
Brandpunt van filmindustrie Pand Noord is gevestigd in het pand van de voormalige fabrikant van hef- en hijsinstallaties Louis Reyners aan de Meeuwenlaan.
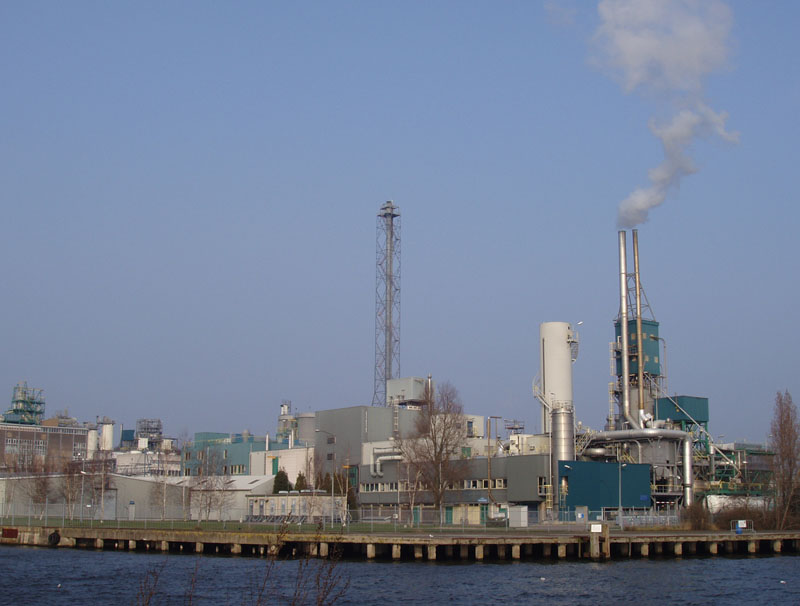
Chemische fabriek Albemarle, van oorsprong zwavelfabriek Ketjen, verplaatst van bolwerk Sloten in de Jordaan omdat deze daar veel milieuoverlast gaf, wat tot voor twintig jaar in Nieuwendam en de Vogelbuurt ook nog het geval was.
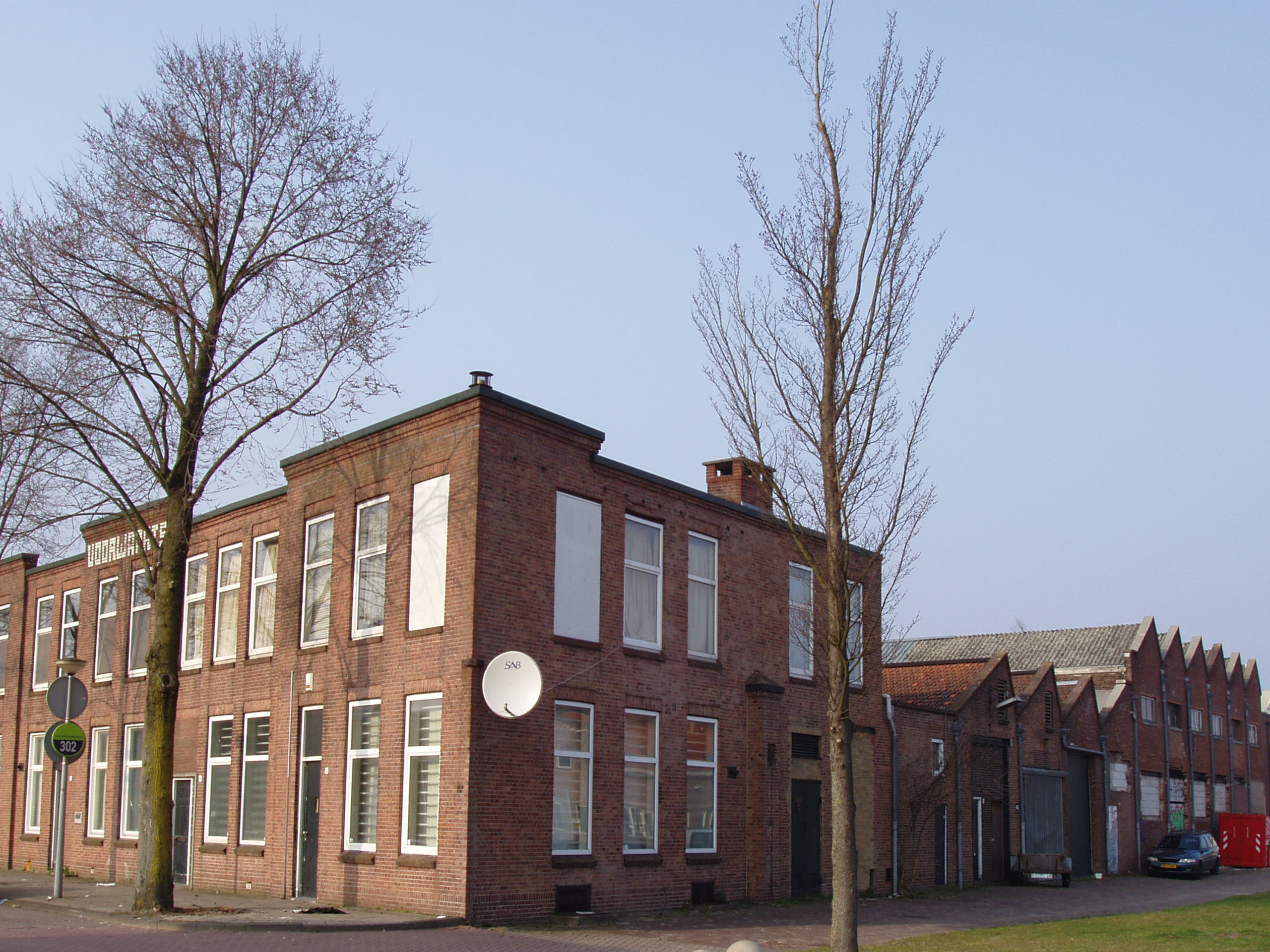
Voormalige Machinefabriek Voorwaarts aan de Schaafstraat waar sinds 1916 onder meer koelinstallaties voor schepen gemaakt werden.
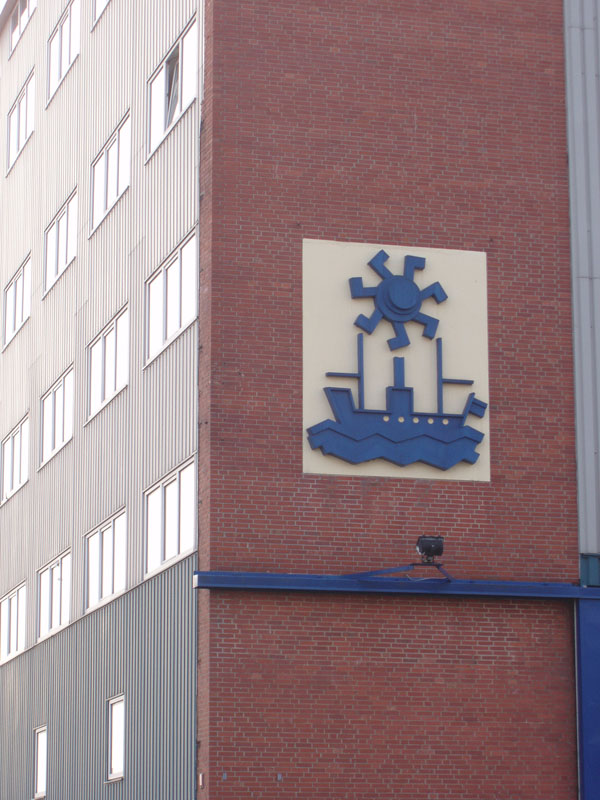
Logo van scheepswerf Verschure (vooral baggerschepen) die in dit gebouw van 1915 tot 1980 gevestigd was, thans bedrijfsverzamelgebouw Zamenhofstraat 150.